# Posidonie australienne
Posidonia australis
Espèce
Classification APG III (2009)
Statut de conservation UICN

 NT  : Quasi menacé
La Posidonie australienne (Posidonia australis) est une espèce de plantes aquatiques de la famille des Posidoniaceae. Cette Posidonie forme des herbiers dans les eaux au sud de l'Australie.

## Le plus grand organisme vivant de la planète actuellement connu
Des océanographes se sont rendu compte qu'un herbier de Posidonie australienne dans la baie Shark en Australie, s’étendant sur 180 km et couvrant près de 200 km2 (soit la superficie de la ville d'Aix-en-Provence et deux fois la superficie de la commune de Paris), était principalement composé d'un seul et même individu, polyploïde (2n=40 contre 20 pour ses géniteurs) et donc vraisemblablement stérile, un spécimen qui se serait développé pendant 4 500 ans. Cette plante est le plus grand organisme connu de la planète,,,.

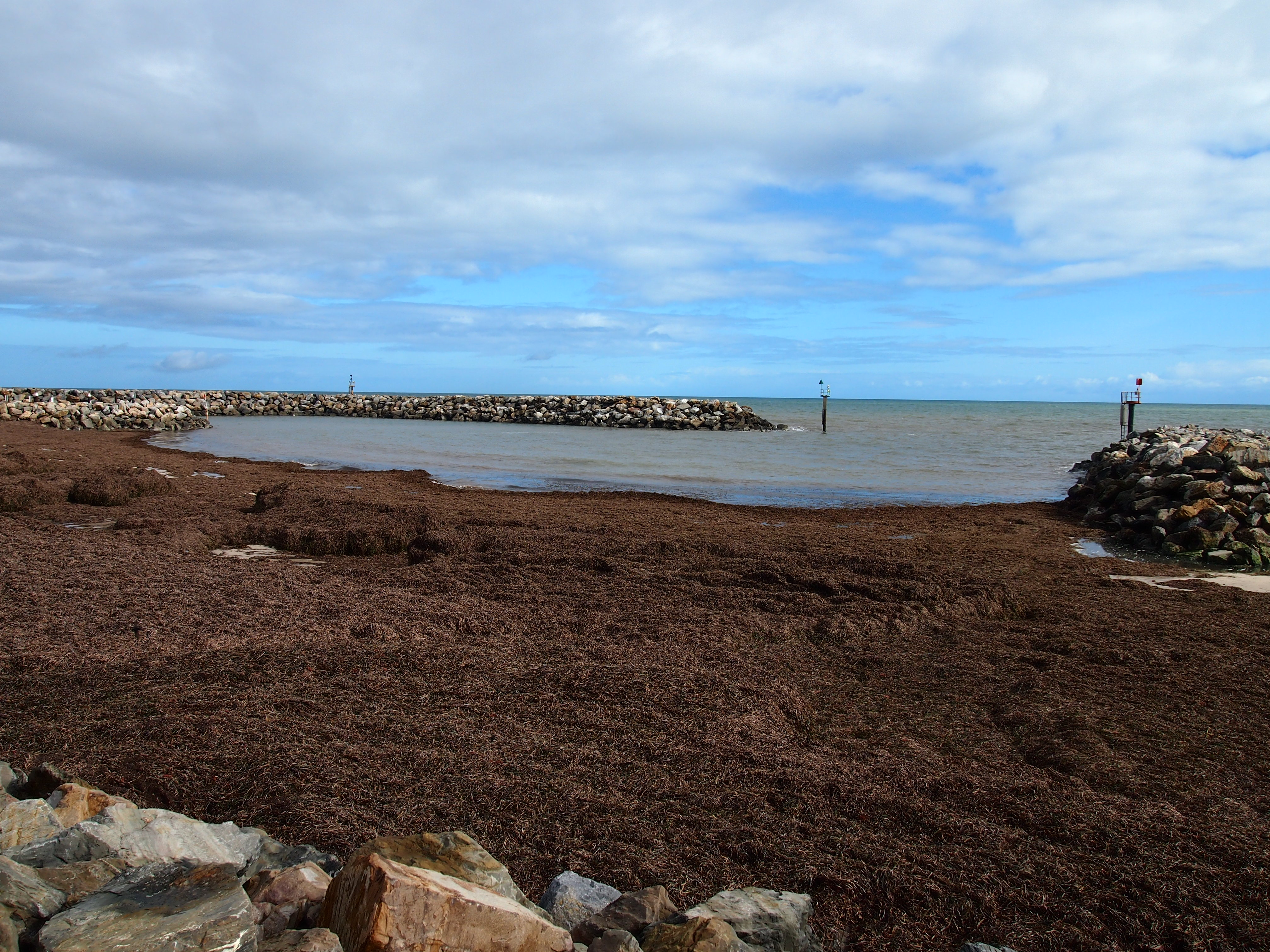
Accumulation hivernale de goémon de Posidonia australis sur le littoral d'Adélaïde en Australie-Méridionale.

## Description

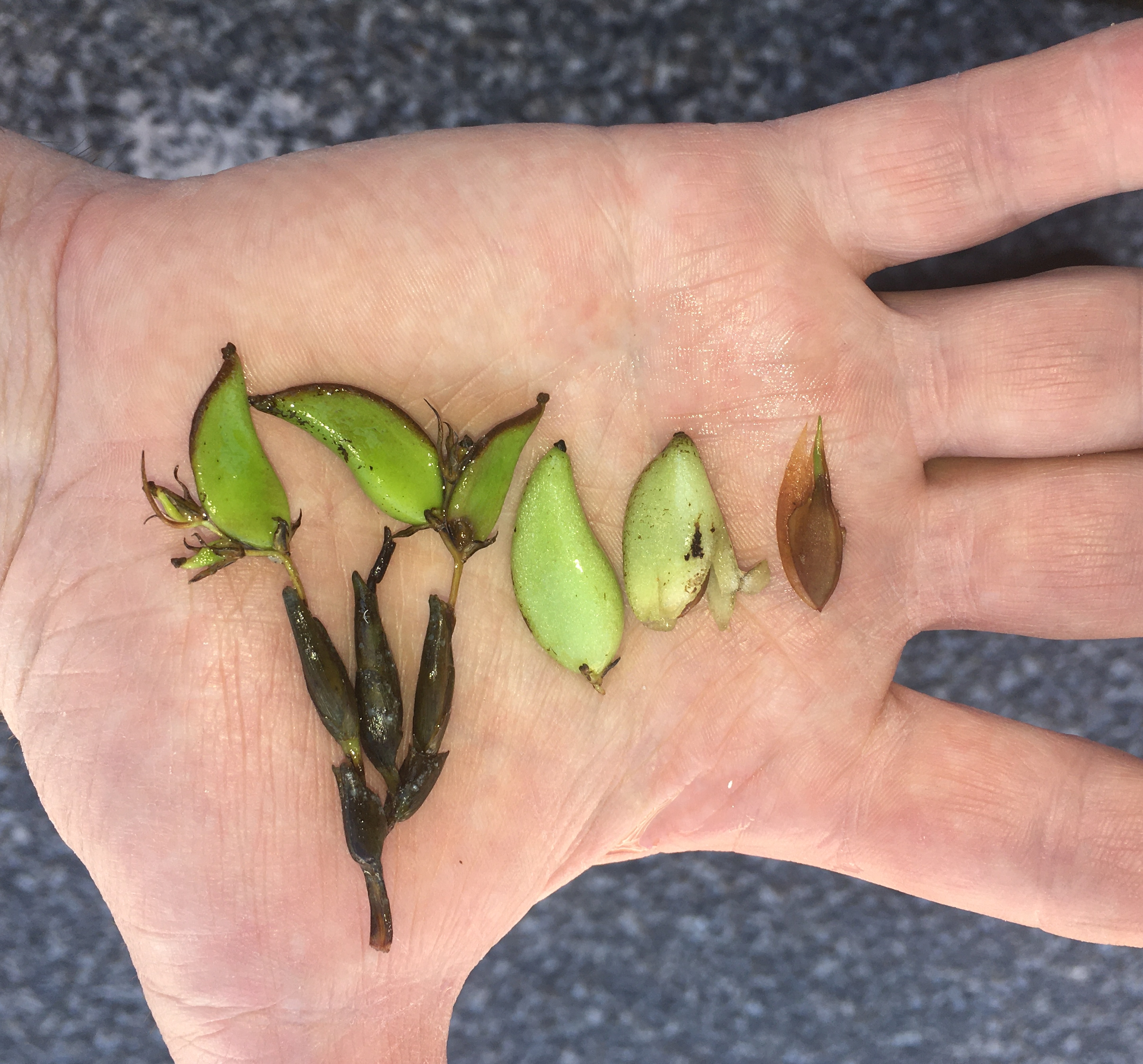
Fruits et graines de posidonie australienne

La Posidonia australis est une plante à fleurs que l'on trouve dans les prairies denses ou le long des canaux, dans le sable blanc. On la trouve à des profondeurs allant de 1-5 m. Les rhizomes et les racines souterraines assurent la stabilité des sables qu'elle occupe. Les rhizomes et les feuilles érigés réduisent l'accumulation de limon.
Les feuilles sont en forme de ruban et mesurent 11-20 mm de large. Elles sont d'un vert vif, et peuvent devenir brunes avec l'âge. La terminaison de la feuille est arrondie ou absente en raison des dommages subis. Elles sont disposées en groupes, les feuilles les plus anciennes se trouvant à l'extérieur, plus longues et de forme différente des feuilles plus jeunes qu'elles entourent.
L'espèce est monoïque. Les fleurs apparaissent sur de petits épis sur des tiges dépourvues de feuilles, deux bractées sur chaque épi. La plante se pollinise par hydrophilie, en se dispersant dans l'eau.
La reproduction de Posidonia australis se fait généralement par des méthodes sexuelles ou asexuées mais, dans des conditions extrêmes, par pseudo-viviparité.
Une étude de 2013 a montré que P. australis peut séquestrer le carbone 35 fois plus efficacement que les forêts tropicales.
En 2022, une étude de l'École des sciences biologiques et de l'Institut des océans de l'Université d'Australie occidentale a montré qu'une seule plante de cette espèce peut se développer par reproduction végétative en utilisant des rhizomes pour couvrir une zone étendue. Ce spécimen possède deux fois plus de chromosomes que les autres populations étudiées (40 chromosomes au lieu des 20 habituels).
Les tiges de type rhizome se présentent sous deux formes : elles poussent sous le sable jusqu'à 0,15 m et s'élèvent au-dessus du sable, ce qui leur donne un aspect touffu. Toutes les tiges ont une épaisseur d'environ 10 mm et sont dressées. Cette disposition des rhizomes finit par former une matte ; la surface contient les parties actives de la plante, tandis que le centre est un réseau dense de racines et de tiges en décomposition.

## Synonymie
Posidonia australis a pour synonymes :
- Alga australis (Hook.f.) Kuntze
- Caulinia australiana F.Muell.
- Caulinia oceanica R.Br.